# أويا بايدار
أويا بايدار (بالتركية: Oya Baydar)‏ (ولدت في عام 1940 في مدينة إسطنبول) كاتبة تركية وعالمة اجتماع. وقد شاركت لوقت طويل في السياسة الاشتراكية. وكتبت أيضاً مقالات في صحيفة «الإنترنت تي 24».
درست أويا باريدار في مدرسة «نوتر دام دي سيون»الفرنسية الثانوية للبنات. وحينما كانت طالبة بالمدرسة الثانوية نشرت أول رواية لها من خلال التأثر بالكاتب الفرنسي فرانسواز ساجان. ونشرت وطبعت رواية الصبا التي تدعى «لقد نسي الله الأطفال» التي كتبتها حينما كانت في الصف الأخير في المدرسة الثانوية ونشرتها وطبعتها إما في صحيفة الحرية إما على هيئة كتاب. وكانت على وشك الخروج من المدرسة بسبب هذه الرواية. وتوقفت أويا فترة ما من أجل الكتابة وذلك عقب الرواية الأولى التي كتبتها في أعوام المدرسة الثانوية. وعملت لفترة طويلة في السياسة وفي أعوام بلوغها قد عادت أويا مرة أخرى إلى الأدب.
تخرجت أويا باريدار من قسم علم الاجتماع بجامعة إسطنبول في عام 1964. ودخلت هذا القسم كأستاذ مساعد. وقد احتل الطلاب الجامعة وذلك من خلال احتجاج على حدث ما وبسبب رفض اثنين منهم من قبل مجلس أساتذة الجامعة لمشروع الدكتوراه الخاص بهم بعنوان «نشوء الطبقة العاملة في تركيا وبنائها». وكان هذا الحدث هو تصرف احتلالي لأول مرة للجامعة. ثم بعد ذلك عملت كأستاذ مساعد في جامعة هاستيب بأنقرة.
وأعُتقلت أويا بايدار أثناء انقلاب 12 مارس في عام 1971 وبسبب الهوية الاشتراكية لانها كانت عضو بحزب العمال التركي واتحاد المعلمين التركيين ثم انفصلت من الجامعة. وكتبت أويا بايدار مقالات بالعمود خلال أعوام 1972- 1974 في صحيفة وسائل الإعلام الجديدة وكتبت مقالات أيضا خلال أعوام 1976 – 1979 في صحيفة السياسة. وأسست جريدة المبدأ مع زوجها أيدين إنجين ويوسف ضياء بهاء دينلي. تٌعرف الكاتبة الاشتراكية بأنها باحثة ونائبة.
وخلال انقلاب 12 سبتمبر طُردت أويا بايدار إلى خارج الوطن. وظلت في المنفى بألمانيا لمدة اثني عشر عاماً. وعاشت هناك عن قرب قضية إنهيار النظام الاشتراكي. وقد روت هذه القضية في كتاب القصة المسمى «الوداع يا أليوشا» حيث أصدرته في عام 1991.
عادت إلى تركيا في عام 1992، وعملت محررة في موسوعة إسطنبول حيث إنها دار نشر مشترك مع مؤسسة التاريخ ووزارة الثقافة. عملت أيضاً كرئيسة تحرير عام في موسوعة الاتحادية التركية. حازت أويا بايدار العديد من الجوائز عن رواياتها وقصصها التي نشرتها عقب عودتها إلى تركيا.

## جوائزها
- جائزة قصة ست فائق لعام 1991 عن قصة «الوداع يا أليوشا»
- جائزة رواية يونس نادي لعام 1992 عن رواية «خطابات القط»
- جائزة رواية أورهان كمال لعام 2001 عن رواية «لقد ظل الرماد الساخن»
- جائزة أدب جودت قدرت لعام 2004 عن رواية «باب يهوذا»
- جائزة البحر الأبيض المتوسط للثقافة لعام 2011 عن رواية «العودة إلى أي مكان»

## أعمالها

### الرواية
- خطابات القط (1992)
- العودة إلى أي مكان (1998)
- لقد ظل الرماد الساخن (2000)
- بوابة يهوذا (2004)
- عصر الحري وعصر الأمل (2010)
- الكلام اليائس (2007)
- كل مستودع النفايات (2009)
- فهو مهيب بحياتكم (2012)

### القصة
- الوداع يا أليوشا

### أعمال أخرى
- ألبومات العائلة بالجمهورية
- من القرى إلى المدن في خمسة وسبعون عاماً
- من العجل إلى السفن في خمسة وسبعون عاماً
- المستقليين للعجل في خمسة وسبعون عاماً
- الموضة بالجمهورية والإنسان التي تتغير حياته في خمسة وسبعون عاماً
- أزياء الجمهورية
- موسوعة إتحادية تركيا
- إمرأتين لفترة ما (2011)